# Hutchinsie des rochers
Hornungia petraea
Espèce
L'Hutchinsie des rochers, Hutchinsie des pierres ou Hornungie des pierres (Hornungia petraea), est une espèce de plantes herbacées annuelles de la famille des Brassicacées.

## Distribution
Contrairement à Hornungia alpina (l'Hutchinsie des Alpes), on rencontre l'Hutchinsie des rochers non seulement dans les régions montagneuses mais aussi à basse altitude (Bretagne, Normandie…)

## Synonyme
- Lepidium petraeum L. - basionyme